# CONCACAF Nations League 2024-2025 - Lega A
Questa voce raccoglie un approfondimento sulle gare della Lega A della CONCACAF Nations League 2024-2025. La fase a gironi della Lega A si disputa tra il 5 settembre e il 14 ottobre 2024. I quarti di finale si disputano nel mese di novembre 2024, mentre la fase finale dal 20 al 23 marzo 2025.

## Gruppo A

### Classifica
| Squadra    | Pt | G | V | N | P | GF | GS | DG |
| ---------- | -- | - | - | - | - | -- | -- | -- |
| Costa Rica | 8  | 4 | 2 | 2 | 0 | 7  | 1  | +6 |
| Suriname   | 7  | 4 | 2 | 1 | 1 | 9  | 4  | +3 |
| Guatemala  | 7  | 4 | 2 | 1 | 1 | 6  | 5  | +1 |
| Martinica  | 5  | 4 | 1 | 2 | 1 | 4  | 5  | -1 |
| Guadalupa  | 4  | 4 | 1 | 1 | 2 | 1  | 4  | -3 |
| Guyana     | 1  | 4 | 0 | 1 | 3 | 5  | 13 | -8 |

### Risultati
| Arbitro: | Christopher Mason |

|                    |           |                                           |
| Glasgow 43’ (rig.) | Marcatori | 18’ Van der Kust 66’ Montnor 83’ Misidjan |

| Arbitro: | Katia García |

|                                     |           |  |
| Calvo 50’ Lassiter 77’ Madrigal 80’ | Marcatori |  |

| Arbitro: | José Torres |

|                                          |           |           |
| Rubin 3’ Pinto 61’ (rig.) Martínez 90+5’ | Marcatori | 51’ Appin |

| Arbitro: | Reon Radix |

|              |           |  |
| Leborgne 67’ | Marcatori |  |

| Arbitro: | Kwinsi Williams |

|                         |           |                |
| Labeau 45+2’ Varane 86’ | Marcatori | 14’, 24’ Jones |

| Città del Guatemala 9 settembre 2024, ore 20:00 UTC-6 | Guatemala       | 0 – 0 referto | Costa Rica | Stadio Doroteo Guamuch Flores (18 115 spett.)\| Arbitro: \| Daniel Quintero \| |
| Arbitro:                                              | Daniel Quintero |               |            |                                                                                |

| Arbitro: | Selvin Brown |

|  |           |            |
|  | Marcatori | 86’ Labeau |

| Arbitro: | Adonai Escobedo |

|             |           |             |
| Vlijter 34’ | Marcatori | 12’ Alcócer |

| Arbitro: | Ismael Cornejo |

|                  |           |                                 |
| Duke-McKenna 31’ | Marcatori | 17’, 68’ Santis 61’ Castellanos |

| Arbitro: | Joseph Dickerson |

|                                  |           |  |
| Madrigal 9’ Vargas 38’ Calvo 72’ | Marcatori |  |

| Fort-de-France 15 ottobre 2024, ore 16:00 UTC-4 | Martinica           | 0 – 0 referto | Guadalupa | Stade Pierre-Aliker (1 550 spett.)\| Arbitro: \| Pierre Luc Lauziere \| |
| Arbitro:                                        | Pierre Luc Lauziere |               |           |                                                                         |

| Arbitro: | Steffon Dewar |

|                                                   |           |              |
| Becker 3’, 10’ Misidjan 33’ Jubitana 51’ Haps 69’ | Marcatori | 13’ J. Jones |

## Gruppo B

### Classifica
| Squadra           | Pt | G | V | N | P | GF | GS | DG |
| ----------------- | -- | - | - | - | - | -- | -- | -- |
| Giamaica          | 8  | 4 | 2 | 2 | 0 | 4  | 1  | +3 |
| Honduras          | 7  | 4 | 2 | 1 | 1 | 8  | 4  | +4 |
| Nicaragua         | 7  | 4 | 2 | 1 | 1 | 5  | 5  | 0  |
| Trinidad e Tobago | 5  | 4 | 1 | 2 | 1 | 5  | 7  | -2 |
| Cuba              | 3  | 4 | 0 | 3 | 1 | 4  | 6  | -2 |
| Guyana francese   | 1  | 4 | 0 | 1 | 3 | 4  | 7  | -3 |

### Risultati
| Arbitro: | Julio Luna |

|  |           |                |
|  | Marcatori | 90+5’ Talavera |

| Kingston 6 settembre 2024, ore 19:00 UTC-5 | Giamaica           | 0 – 0 referto | Cuba | Independence Park (9 900 spett.)\| Arbitro: \| Filiberto Martínez \| |
| Arbitro:                                   | Filiberto Martínez |               |      |                                                                      |

| Arbitro: | Tori Penso |

|                                                   |           |  |
| A. López 39’ Arriaga 45+2’ Rodríguez 54’ Ruíz 86’ | Marcatori |  |

| Arbitro: | Pierre-Luc Lauzière |

|                   |           |              |
| Espino 42’ (rig.) | Marcatori | 90+7’ Medina |

| Bacolet 10 settembre 2024, ore 19:00 UTC-4 | Trinidad e Tobago | 0 – 0 referto | Guyana francese | Dwight Yorke Stadium (2 100 spett.)\| Arbitro: \| Adonis Carrasco \| |
| Arbitro:                                   | Adonis Carrasco   |               |                 |                                                                      |

| Arbitro: | Víctor Cáceres |

|          |           |                                         |
| Ruíz 50’ | Marcatori | 49’ (aut.) Maldonado 76’ (rig.) Antonio |

| Arbitro: | Lukasz Szpala |

|                       |           |                                      |
| Galas 56’ Haabo 90+4’ | Marcatori | 45+1’ Lozano 67’ Flores 74’ Benguché |

| Arbitro: | Sergio Reyna |

|                            |           |                        |
| Rodríguez 64’ Casanova 75’ | Marcatori | 8’ Bateau 70’ J. Jones |

| Arbitro: | Mario Escobar |

|  |           |                                 |
|  | Marcatori | 32’ (aut.) Quijano 69’ Williams |

| Kingston 14 ottobre 2024, ore 20:00 UTC-5 | Giamaica           | 0 – 0 referto | Honduras | Independence Park (11 263 spett.)\| Arbitro: \| Armando Villarreal \| |
| Arbitro:                                  | Armando Villarreal |               |          |                                                                       |

| Arbitro: | Bryan López |

|                                   |           |           |
| Gilbert 13’ J. Jones 28’ Gill 65’ | Marcatori | 62’ Matos |

| Arbitro: | Iván Barton |

|                                   |           |                    |
| Moreno 54’ Barrera 79’ Fletes 84’ | Marcatori | 16’ Baal 62’ Haabo |

## Quarti di finale
Le prime due classificate di ogni girone accedono ai quarti di finale dove nella finestra di novembre 2024 affrontano le quattro squadre con ranking più alto già qualificate in partite di andata e ritorno. A ottobre 2024 la CONCACAF renderà noti gli accoppiamenti.
| Squadra 1  | Totale | Squadra 2   | Andata | Ritorno |
| ---------- | ------ | ----------- | ------ | ------- |
| Costa Rica | 2 - 3  | Panama      | 0 - 1  | 2 - 2   |
| Giamaica   | 2 - 5  | Stati Uniti | 0 - 1  | 2 - 4   |
| Suriname   | 0 - 4  | Canada      | 0 - 1  | 0 - 3   |
| Honduras   | 2 - 4  | Messico     | 2 - 0  | 0 - 4   |

### Andata
| Arbitro: | Said Martínez |

|  |           |                    |
|  | Marcatori | 66’ (rig.) Fajardo |

| Arbitro: | Juan Gabriel Calderón |

|  |           |         |
|  | Marcatori | 5’ Pepi |

| Arbitro: | Oshane Nation |

|  |           |             |
|  | Marcatori | 83’ Hoilett |

| Arbitro: | Walter López Castellanos |

|                |           |  |
| Palma 64’, 83’ | Marcatori |  |

### Ritorno
| Arbitro: | César Ramos Palazuelos |

|                                 |           |                       |
| Blackman 14’ J. Rodríguez 45+3’ | Marcatori | 24’ Bran 73’ Martínez |

| Arbitro: | Mario Escobar |

|                                                  |           |                  |
| Pulisic 14’ Bernard 33’ (aut.) Pepi 42’ Weah 56’ | Marcatori | 53’, 68’ D. Gray |

| Arbitro: | Drew Fischer |

|                                                     |           |  |
| Jiménez 42’ Martín 72’, 90+7’ (rig.) J. Sánchez 85’ | Marcatori |  |

| Arbitro: | Katia Itzel García |

|                                |           |  |
| David 23’ Shaffelburg 30’, 67’ | Marcatori |  |

## Fase finale
Per determinare gli accoppiamenti delle semifinali verrà stilata una classifica in base ai risultati delle quattro vincitrici dei quarti di finale; la prima classificata affronta la quarta classificata e la seconda classificata affronta la terza classificata.
| Squadra     | Pt | G | V | N | P | GF | GS | DG |
| ----------- | -- | - | - | - | - | -- | -- | -- |
| Canada      | 6  | 2 | 2 | 0 | 0 | 4  | 0  | +4 |
| Stati Uniti | 6  | 2 | 2 | 0 | 0 | 5  | 2  | +3 |
| Panama      | 4  | 2 | 1 | 1 | 0 | 3  | 2  | +1 |
| Messico     | 3  | 2 | 1 | 0 | 1 | 4  | 2  | +2 |

### Tabellone
|  | Semifinali | Semifinali  | Semifinali |         |        | 1º/2º posto | 1º/2º posto | 1º/2º posto |  |
|  |            |             |            |         |        |             |             |             |  |
|  | A2         | Stati Uniti | 0          |         |        |             |             |             |  |
|  | A2         | Stati Uniti | 0          |         |        |             |             |             |  |
|  | A3         | Panama      | 1          |         |        |             |             |             |  |
|  | A3         | Panama      | 1          |         | Panama | Panama      | 1           |             |  |
|  |            |             |            |         | Panama | Panama      | 1           |             |  |
|  |            |             | Messico    | Messico | 2      |             |             |             |  |
|  | A1         | Canada      | Messico    | Messico | 2      | 0           |             |             |  |
|  | A1         | Canada      |            |         |        | 0           |             |             |  |
|  | A4         | Messico     | 2          |         |        | 3º/4º posto | 3º/4º posto | 3º/4º posto |  |
|  | A4         | Messico     | 2          |         |        |             |             |             |  |
|  |            |             |            |         |        |             |             |             |  |
|  |            |             |            |         |        | Stati Uniti | Stati Uniti | 1           |  |
|  |            |             |            |         |        | Stati Uniti | Stati Uniti | 1           |  |
|  |            |             |            |         |        | Canada      | Canada      | 2           |  |

#### Semifinali
| Arbitro: | Oshane Nation |

|  |           |                |
|  | Marcatori | 90+4’ Waterman |

| Arbitro: | Said Martínez |

|  |           |                 |
|  | Marcatori | 1’, 75’ Jiménez |

#### Finale 3º posto
| Arbitro: | Katia Itzel Garcia |

|                         |           |              |
| Oluwaseyi 27’ David 59’ | Marcatori | 35’ Agyemang |

#### Finale
| Arbitro: | Mario Escobar |

|                          |           |                           |
| Jiménez 8’, 90+2’ (rig.) | Marcatori | 45+2’ (rig.) Carrasquilla |

## Statistiche

### Classifica marcatori
5 reti
- Raúl Jiménez

2 reti
- Jonathan David
- Jacob Shaffelburg
- Francisco Calvo
- Warren Madrigal
- Demarai Gray
- Oscar Santis

- Jules Haabo
- Isaiah Jones
- Luis Palma
- David Ruíz
- Brighton Labeau

- Henry Martín
- Sheraldo Becker
- Virgil Misidjan
- Joevin Jones
- Ricardo Pepi

1 rete
- Junior Hoilett
- Tani Oluwaseyi
- Josimar Alcócer
- Alejandro Bran
- Ariel Lassiter
- Alonso Martínez
- Kenneth Vargas
- Aniel Casanova
- Karel Espino
- Yasniel Matos
- Rey Ángel Rodríguez
- Jordan Leborgne
- Óscar Castellanos
- José Carlos Martínez
- José Carlos Pinto
- Rubio Rubin
- Stephen Duke-McKenna
- Omari Glasgow

- Jalen Jones
- Ludovic Baal
- Raphaël Galas
- Kervin Arriaga
- Jorge Benguché
- Deybi Flores
- Alexander López
- Anthony Lozano
- Edwin Rodríguez
- Michail Antonio
- Romario Williams
- Kévin Appin
- Rudy Varane
- Jorge Sánchez
- Juan Barrera
- Marvin Fletes
- Medina
- Jaime Moreno

- Widman Talavera
- César Blackman
- Adalberto Carrasquilla
- José Fajardo
- José Luis Rodríguez
- Cecilio Waterman
- Djevencio van der Kust
- Ridgeciano Haps
- Denzel Jubitana
- Jaden Montnor
- Gleofilo Vlijter
- Sheldon Bateau
- Dantaye Gilbert
- Real Gill
- Patrick Agyemang
- Christian Pulisic
- Timothy Weah

autoreti
- Denil Maldonado (1, pro  Giamaica)

- Di'Shon Bernard (1, pro  Stati Uniti)

- Josué Quijano (1, pro  Giamaica)